# دره آتنی
دره آتنی (به لاتین: Ateni gorge) یک دره در گرجستان است که در شیدا کارتلی واقع شده‌است.